# 天塩川

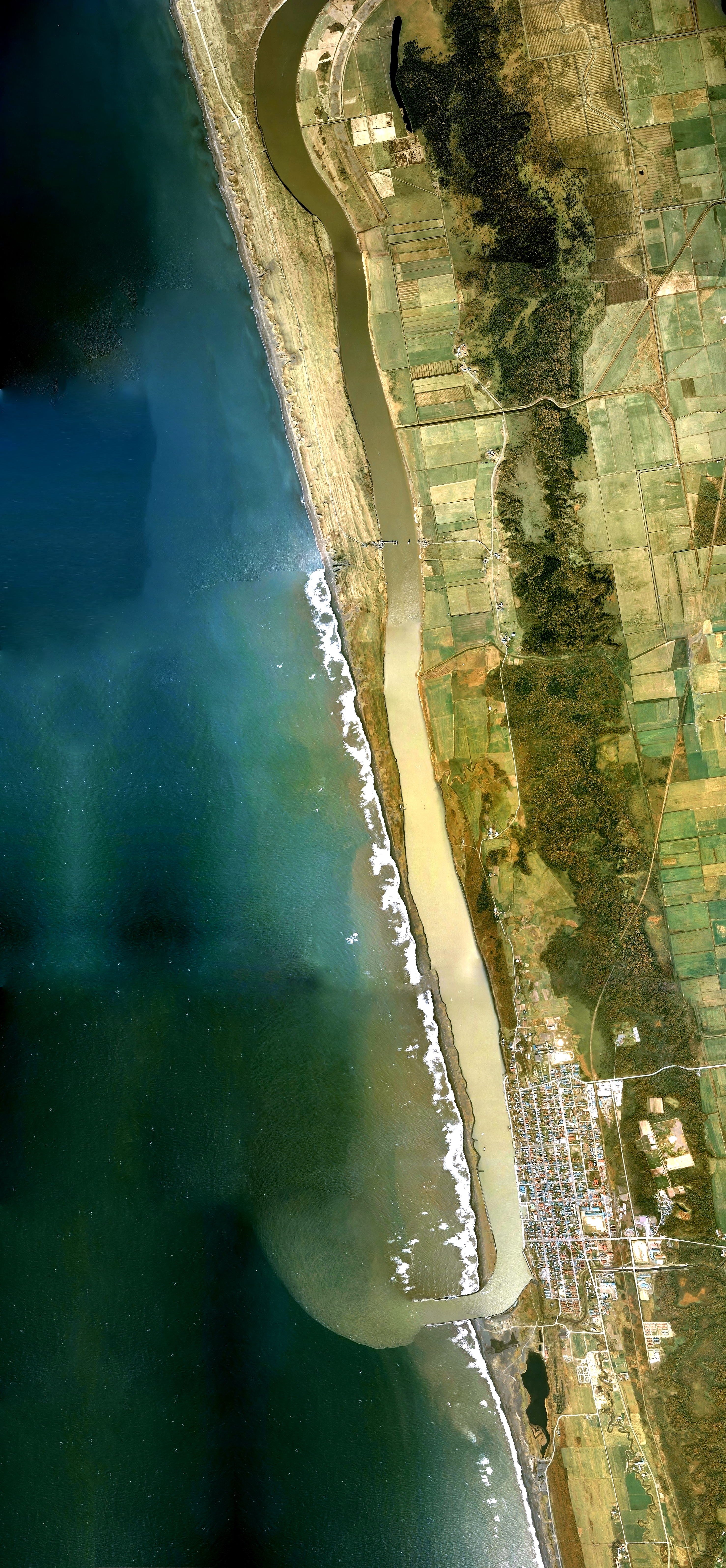
天塩川河口周辺の空中写真。海岸沿いを約10 km南流し、天塩町の中心部付近で日本海へ注ぐ。1977年撮影の18枚を合成作成。
。

天塩川（てしおがわ）は、北海道北部の上川総合振興局・留萌振興局・宗谷総合振興局の各管内を流れ日本海に注ぐ一級河川。天塩川水系の本流である。北海道遺産。環境省による日本の重要湿地500の指定地。

## 地理
北海道士別市南東の紋別郡滝上町との境界に位置する北見山地天塩岳付近に源を発する。美しい渓谷美を見せ、林業が営まれる山間部、岩尾内湖・岩尾内ダムを経て、中流域の稲作の北限地帯で、チョウザメやサケの養殖業が営まれる名寄盆地に入る。同盆地を北へ流れ、中川郡音威子府村内より再び山間渓谷部に入り、下流域で主に酪農が営まれる天塩平野に至る。平野内では天塩郡天塩町と幌延町の境界を西へ、海岸目前で南に向きを変え浜堤に沿って10 kmほど流れ、天塩町の市街地前で日本海に注ぐ。河口付近ではシジミ漁、サケ漁、同養殖業が営まれる。
全長256 kmは北海道内では石狩川に続き2番目の長さで、日本国内でも4番目の長さとなる長流河川であるが、大きな支流が少ないため、流域面積は5,590 km2で国内10位にとどまる。和人入植以来、数次に渡り流路変更などの河川改修を行ってきた結果、その全長は明治時代以前の河川改修前より大幅に短くなっている。下流部を中心に河川改修跡である三日月湖が沿川に数多く見られるが、河口から158 kmまで堰などの川を横断する工作物が設置されておらず、また、コンクリートの護岸工事の実施箇所が少なく、自然のままの護岸が多く残されていることが特徴となっている。
河口部では満潮時に海水が遡上する。塩を含んだ重い水は、流れ下る淡水とあまり混じり合わず、川底のほうに沈んだ状態で入り込み、満ち潮が引いてもいくらか残る。天塩大橋より上流、河口から約22キロメートルまでは、水面下4メートルで塩分濃度が低い層と高い層に分かれている。4メートルより浅い層はやや塩分を含んだ水で、深い層の塩分濃度は海水とあまり変わらない。なお、河口部から約20キロメートルまでの川底は標高マイナス5からマイナス7メートルくらいで、海水面より低い。22キロメートル地点で川底の標高がマイナス3メートルになり、ここで高濃度塩水が途切れる。
厳冬期には、河口から130キロメートルが川底まで凍結する。春先には、天塩川の全面結氷が一度に壊れて流れ出す解氷現象がみられる。例年、流域の中川町観光協会では解氷日を当てるクイズを実施し、PRを行っている。

## 川名の由来
アイヌ語で「梁（やな）」を表す「テㇱ（tes）」に関する名称に由来すると考えられ、一説には「梁・多い・川」を表す「テㇱオペッ（tes-o-pet）」からとされる。このほか、「梁・ある・ところ（＝川）」を表す「テㇱウンイ（tes-un-i）」、「梁・ついている・ところ（＝川）」「テㇱウㇱイ（tes-us-i）」からとする説がある。
この名称は実際に梁があったわけではなく、木材輸送のために浚渫される以前の中流域に、岩が梁のような形で川を横断していた箇所が多かったことに由来するとされている。例えば、現在の美深町に旧図に「テッシ」や「カマテシカ」と呼ばれた岩盤が横切る浅瀬があったことに由来する旧地名があり、これらが河川名の発祥とも考えられている。

## 歴史
江戸時代末期である1857年（安政4年）、江戸幕府より蝦夷地御用雇を命じられた松浦武四郎が、流域に住むアイヌの助けを借りて天塩川を遡る探検行を実施し、1862年（文久4年）に発刊された『天塩日誌』にその記録を留めている。この際に現在の音威子府村付近に居住していたアイヌの古老との会話が元となって「北海道」の地名が生み出された。
和人による流域の開拓が始まったのは明治時代中期の1880年（明治13年）に天塩川河口に「天塩・中川・上川三郡戸長役場」が設置されたことによる。
明治時代後期には河川舟運が開始された。運行は4月中旬から11月下旬に限られ、冬期は河川の凍結のため休業となった。下流域の舟運は、1900年（明治33年）の天塩の運送店による長門丸（長門船）の就航に始まり、1909年（明治42年）からは小蒸気船が遡行し始め、さらに活発になった。天塩からの舟運は誉平（中川町）付近までで、上流から下流へは農産物を、下流から上流へは、沿川住宅などへ生活物資を主に運搬していた。上・中域流の舟運は、1901年（明治34年）に士別にて開始され、恩根内（美深町）付近までを主な航路としていたが、名寄市以南に鉄道（現・宗谷本線）が開通したことにより、1904年（明治37年）に運航区間が士別より名寄に短縮された。また、流域の森林から切り出した丸太は、春先の融雪増水期に筏流しにより河口の天塩まで木材流送された。明治時代末期より大正時代にかけて、南から北へと川沿いに鉄道が次第に開業していくのに従い、舟運は昭和時代初期にその役目を終えることになった。天塩町内にある天塩川歴史資料館には、長門船の縮尺2分の1の復元模型が展示されている。
治水事業による河川改修前の天塩川は、湾曲し蛇行の多いことが特徴であり、また、山地がすぐ近くに迫っていることから、春先の融雪期より夏期にかけて度々大きな氾濫を繰り返してきた川で、沿川の開拓が内陸部まで進んだ明治時代後期にはその開拓地における氾濫による水害が甚大となってきた。この氾濫水害対策のための治水事業は、明治時代には開始されているが、浚渫工事など比較的小規模に留まり、本格的に開始されることになるのは1932年（昭和7年）8月に二度にわたり発生した大規模水害以降である。
- 1934年、北海道第二次拓殖計画の一環として、河口における計画高水流量を毎秒4,174 m3とし、智恵文、名寄付近の屈曲部の切替に着手（天塩川における大規模治水事業の始まり）。
- 1939年、治水事業の第二期工事が開始（蛇行する流れを直線的な流れに改修する工事が開始される）。
- 1952年7月、家屋被害1,114戸、浸水面積400 haの被害を受ける水害が発生。
- 1953年7月、死傷者8名、家屋被害1,752戸、浸水面積9,643 haの被害を受ける水害が発生。
- 1955年7月、死傷者8名、家屋被害200戸、浸水面積7,006 haの、8月に家屋被害1,177戸、浸水面積4,927 haの被害を受ける水害が発生。
- 1971年、岩尾内ダム竣工
- 1973年8月、家屋被害1,255戸、浸水面積12,775 haの被害を受ける水害が発生。
- 1975年8月、家屋被害2,642戸、浸水面積12,121 haの、9月に家屋被害117戸、浸水面積8,609 haの被害を受ける水害が発生。
- 1981年8月、家屋被害546戸、浸水面積15,625 haという過去最悪面積の水害が発生。
- 1992年8月、第1回カヌー・ツーリング大会「ダウン・ザ・テッシ-オ-ペッ」が開催される。
- 1996年8月、家屋被害138戸、浸水面積854 haの被害を受ける水害が発生。
- 2004年10月、北海道遺産に選定
- 2019年3月、支流の名寄川の二次支流であるサンル川にサンルダム竣工。

河川と津波の関係として、1940年、積丹半島沖地震時の津波において、河口にて死者10名（溺死）の被害を出している。

## 流域の自治体
北海道
士別市、名寄市、中川郡美深町、音威子府村、中川町、天塩郡天塩町、幌延町

## 支流
括弧内は流域の自治体
- 於鬼頭川（士別市）
- 似峡川（士別市）
- サックル川（士別市）
- 岩尾内川（士別市）
- 登和里川（士別市）
- 朝日六線川（士別市）
- ペンケヌカナンプ川（士別市）
  - 右の沢川（士別市）
  - 二股川（士別市）
- ヌプリシロマナイ川（士別市）
- 士別パンケ川（士別市）
- 東内大部川（士別市）
- 西内大部川（士別市）
- 金川（士別市）
  - パンケヌカナンプ川（士別市）
    - 銀川（士別市）
- 中士別十線川（士別市）
- 川西五線川（士別市）
- ワッカウエンナイ川（士別市）
- 剣淵川（和寒町、剣淵町、士別市）
  - マタルクシュケネブチ川（和寒町）
  - ワッカウエンナイ川（和寒町）
  - 辺乙部川（和寒町）
    - 西和川（和寒町）
    - タツネウシペオッペ川（和寒町）
    - シブンナイ川（和寒町）

  - 六線川（和寒町、剣淵町）
  - パンケペオッペ川（和寒町、剣淵町）
    - 小沢川（剣淵町）
    - ペンケペオッペ川（和寒町、剣淵町）

  - 刈分川（剣淵町）
  - 音無川（剣淵町）
  - 犬牛別川（剣淵町、士別市）
    - 上九線川（士別市）
    - 八線川（士別市）
    - 六線川（士別市）
    - 五線川（士別市）
    - 九線川（士別市）
    - シュルクタウシベツ川（士別市）
      - アベノサワ川（士別市）
      - 仲線川（士別市）
      - 小沢川（士別市）

    - 温根別川（士別市）
      - オロウエンベツ川（士別市）

    - ニセイパロマナイ川（士別市）
    - イパノマップ川（剣淵町、士別市）
      - ポンイパノマップ川（士別市）

  - チューブス川（士別市）
- 新タヨロマ川（士別市）
  - オーツナイ川（士別市）
- ポントーフトナイ川（名寄市）
- トーフトナイ川（名寄市）
- クマウシュナイ川（名寄市）
- 初茶志内川（名寄市）
- 風連別川（名寄市）
  - 長根川（名寄市）
  - 忠烈布川（名寄市）
  - タヨロマ川（士別市、名寄市）
    - クラヌマ川（名寄市）
- 有利里川（名寄市）
- 名寄川（下川町、名寄市）
  - シカリベツ川（下川町）
  - モサンル川（下川町）
  - ウシネビラ川（下川町）
  - 三十二線川（下川町）
  - 下川ペンケ川（下川町）
  - サンル川（下川町）
    - 幌内越沢川（下川町）
    - サンル十二線川（下川町）
    - 一の沢川（下川町）

  - 下川パンケ川（下川町）
    - 桑の沢川（下川町）

  - 矢文川（下川町）
  - 十線川（名寄市）
  - 豊栄川（名寄市）
    - 旧豊栄川（名寄市）
- ピヤシリ川（名寄市）
- 吉野川（名寄市）
- 智恵文川（名寄市）
  - 智南川（名寄市）
  - 西村川（名寄市）
- ペンケ仁宇布川（美深町、名寄市）
  - ペンケ十号川（美深町）
- イオナイ川（名寄市）
- 美深五線川（美深町）
- 美深六線川（美深町）
- 川西六線川（美深町）
- 美深川（美深町）
  - 新美深川（美深町、名寄市）
- オキキン川（美深町）
  - 十二線川（美深町）
- ウルベシ川（美深町）
- 美深パンケ川（美深町）
- オテレコッペ川（美深町）
- オグルマナイ川（美深町）
- シマロップ川（美深町）
- ペペケナイ川（音威子府村、美深町）
- ペンケサックル川（音威子府村）
- パンケサックル川（音威子府村）
- 音威子府川（音威子府村）
  - 天北川（音威子府村）
- 物満内川（音威子府村）
- 鬼刺辺川（音威子府村）
- 頓別坊川（音威子府村）
- 知良志内川（中川町）
- 安平志内川（中川町）
  - ルベシベ川（中川町）
- ペンケシップ川（中川町）
- サッコタン川（中川町）
- ニオ川（中川町）
- 琴平川（中川町）
- トヨマナイ川（中川町）
- ペンケナイ川（中川町）
- パンケナイ川（中川町）
- 宇戸内川（中川町）
- コクネップ川（天塩町、中川町）
- 問寒別川（幌延町）
  - 十六線川（幌延町）
  - 十四線川（幌延町）
  - ペンケルペシュぺ川（幌延町）
  - パンケルペシュペ川（幌延町）
  - ケナシポロ川（幌延町）
  - 一線川（幌延町）
  - 和田の沢川（幌延町）
  - ヌポロマポロ川（幌延町）
  - ヌプカナイ川（幌延町）
  - ヌカナン川（幌延町）
- 雄信内川（天塩町）
  - 三十号川（天塩町）
  - 二十三号川（天塩町）
  - 七線沢川（天塩町）
- 東六線川（天塩町）
  - 円山赤川（天塩町）
- 円山ウブシ川（天塩町）
- ペンケオートマップ川（幌延町）
  - パンケオートマップ川（幌延町）
- パンケオポッペ川（幌延町）
  - ペンケオポッペ川（幌延町）
- パンケウブシ川（幌延町）
  - ペンケウブシ川（幌延町）
- 中央ウブシ川（天塩町）
  - 北ウブシ川（天塩町）
- 原子の沢川（幌延町）
- サロベツ川（稚内市、豊富町、幌延町）
  - 目梨別九線川（稚内市、豊富町）
  - 清明川（豊富町）
  - 下エベコロベツ川（豊富町、幌延町）
    - 豊幌川（豊富町）
    - ペンケエベコロベツ川（幌延町）
    - 福永川（豊富町）

  - パンケオンネベツ川（幌延町）
  - オンネベツ川（幌延町）
    - 東オンネベツ川（幌延町）
- ロクシナイ川（天塩町）

## 並行する交通
- 国道40号
- JR北海道宗谷本線

## 主な橋梁
斜字は現存せず。
- 滝下橋
- 登和里橋[12] - 北海道道61号士別滝の上線
- 奥士別橋[12] - 北海道道61号士別滝の上線
- 糸魚橋[12] - 士別市道
- 朝日橋[12] - 士別市道
- 班渓橋[12] - 北海道道639号上士別和寒線
- 兼成橋[12] - 士別市道
- 菊水橋[12] - 北海道道984号温根別ビバカルウシ線
- 平和橋[12] - 士別市道
- 中士別橋[12] - 北海道道61号士別滝の上線
- 九十九橋[12]
- 士別橋[12] - 国道40号
- 天塩川橋梁[13]（士別鉄道橋[12]） - JR北海道宗谷本線
- 下北橋[12] - 北海道道976号西風連士別線
- 日向橋[12] - 北海道道976号西風連士別線
- 瑞生橋[12] - 北海道道729号朱鞠内風連線
- 南大橋[12] - 名寄市道
- 北のかけ橋[12] - 国道40号名寄バイパス
- 天塩川橋梁[13] - JR北海道深名線（1995年廃線、のち撤去）
- 曙橋[12] - 北海道道798号西風連名寄線
- 名寄大橋[12] - 国道40号
- 恵名大橋[12] - 北海道道252号美深名寄線
- 東恵橋[12] - 名寄市道
- 天智橋[12] - 北海道道252号美深名寄線
- 恵深橋[12] - 国道40号
- 美深橋[12] - 国道275号
- 美深大橋[12] - 国道40号
- 紋穂内橋[12] - 北海道道445号紋穂内停車場線
- 恩根内大橋[12] - 国道40号
- 小車大橋[12] - 北海道道118号美深中川線
- 止若内橋[12] - 音威子府村道
- 音威子府橋（音威子府大橋）[12] - 国道40号
- 筬島橋[12] - 音威子府村道
- 神路大橋[13]（1963年12月18日、風により落橋）
- 佐久橋[12] - 北海道道541号問寒別佐久停車場線
- 誉大橋[12]（←瀬尾橋[13]） - 中川町道
- 中川橋[12] - 北海道道438号天塩中川停車場線
- 歌内橋[12] - 中川町道
- 新問寒別橋[12] - 北海道道395号問寒別停車場下国府線
- 雄信内大橋[12] - 北海道道256号豊富遠別線
- 天塩川橋梁[13] - 国鉄羽幌線（1987年廃線、のち撤去）
- 天塩大橋[12] - 国道40号天塩防災
- 天塩河口橋（天塩河口大橋）[12] - 北海道道106号稚内天塩線

## ギャラリー

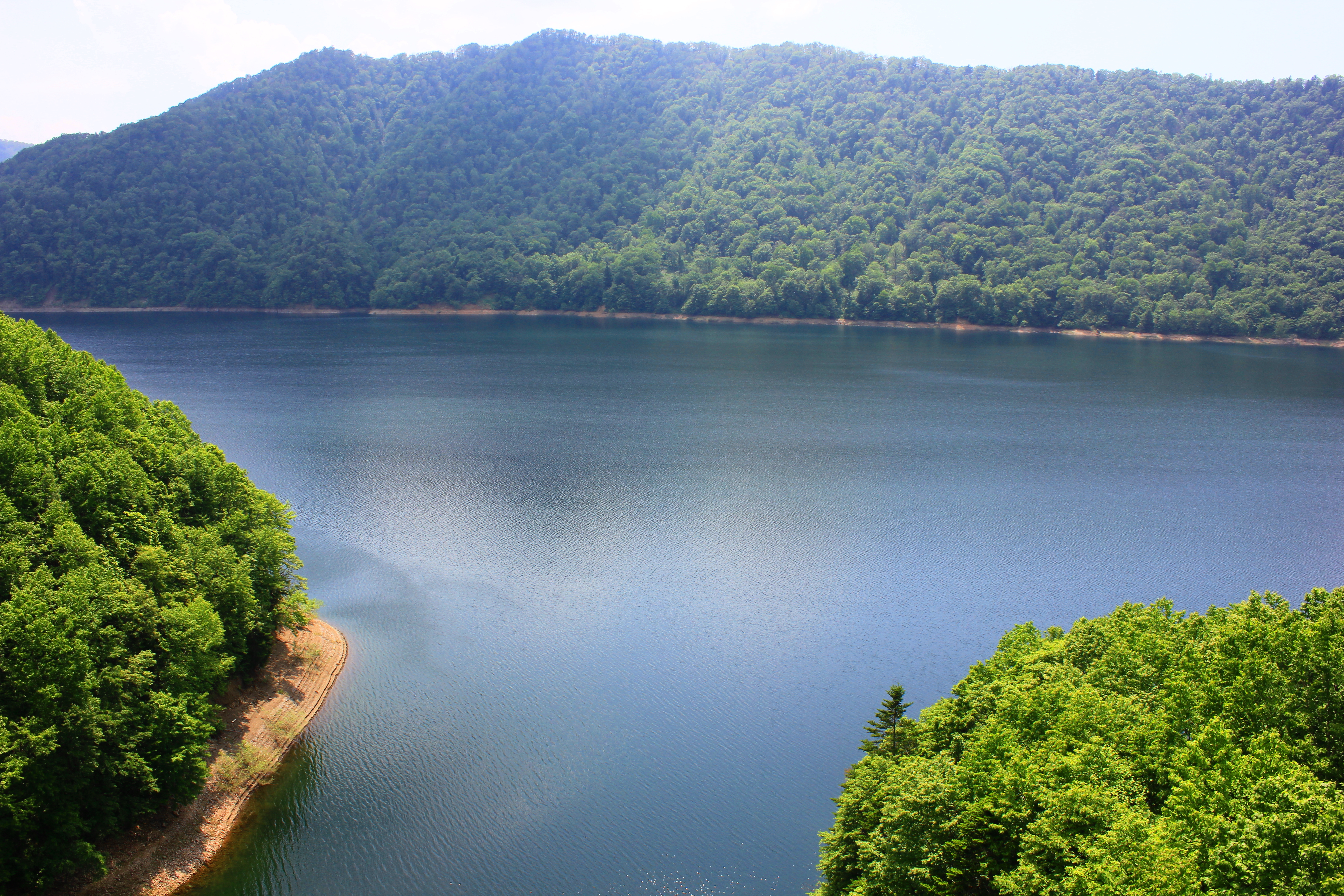
岩尾内湖
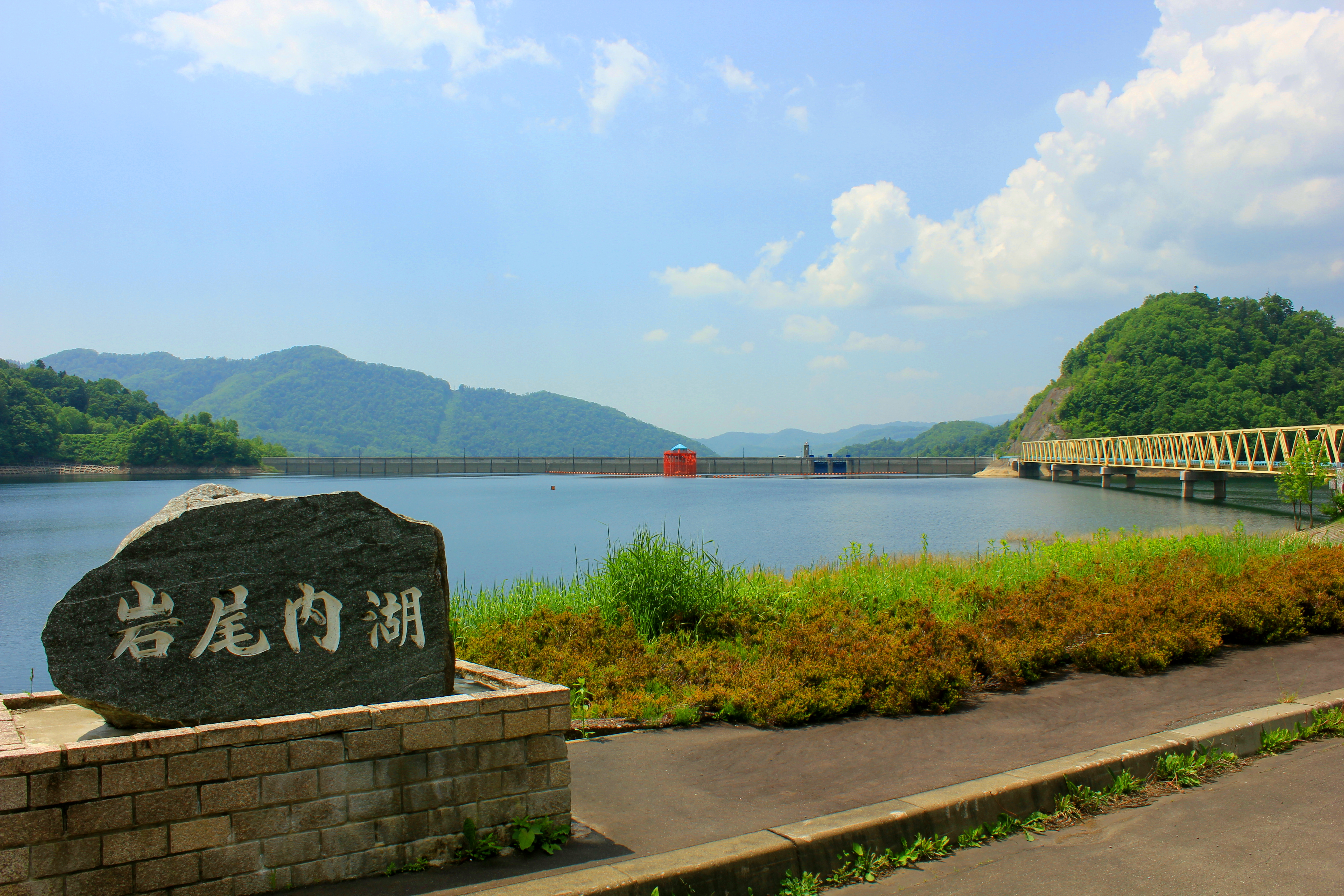
ダム管理所付近から望むダム・湖と石碑
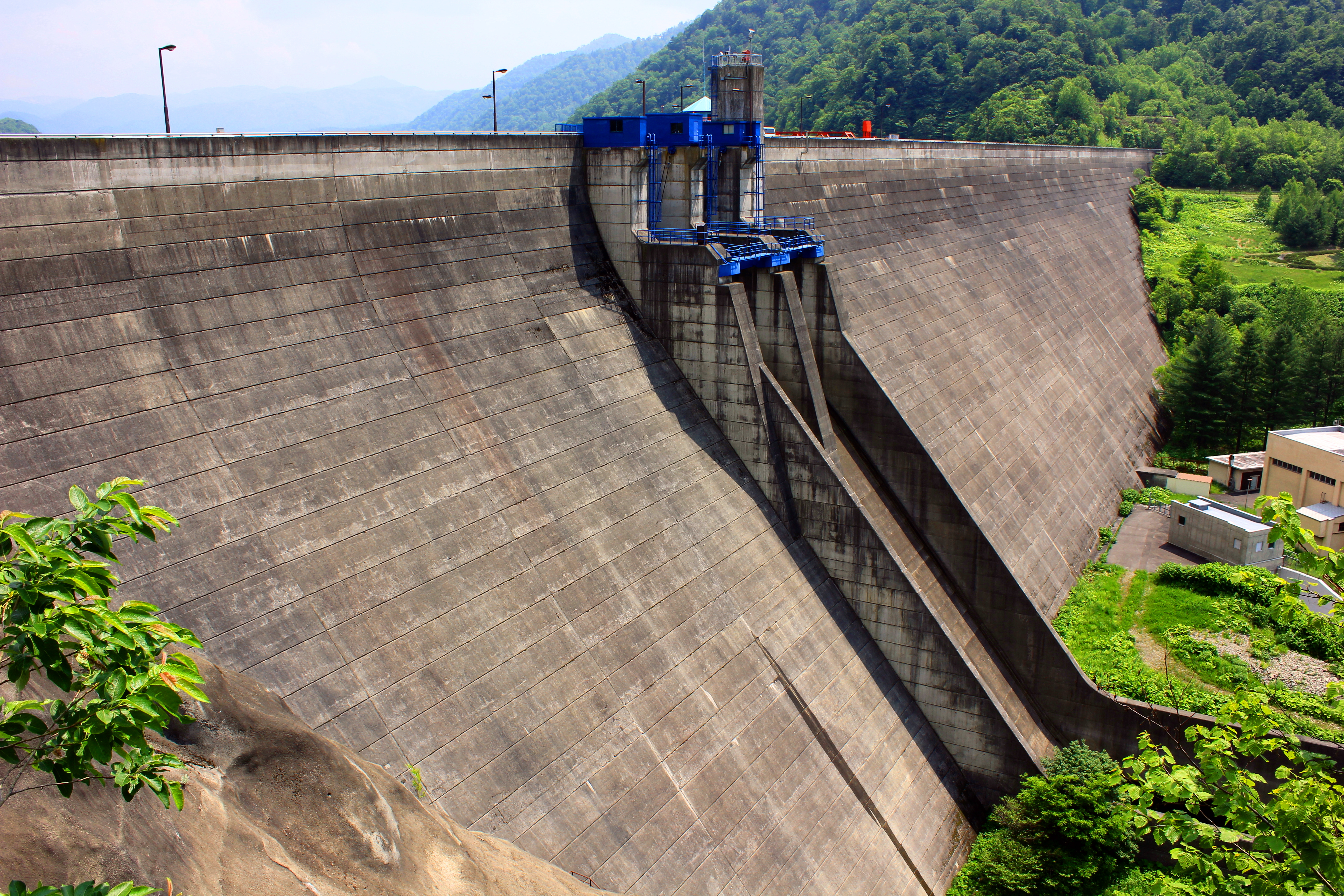
岩尾内ダム
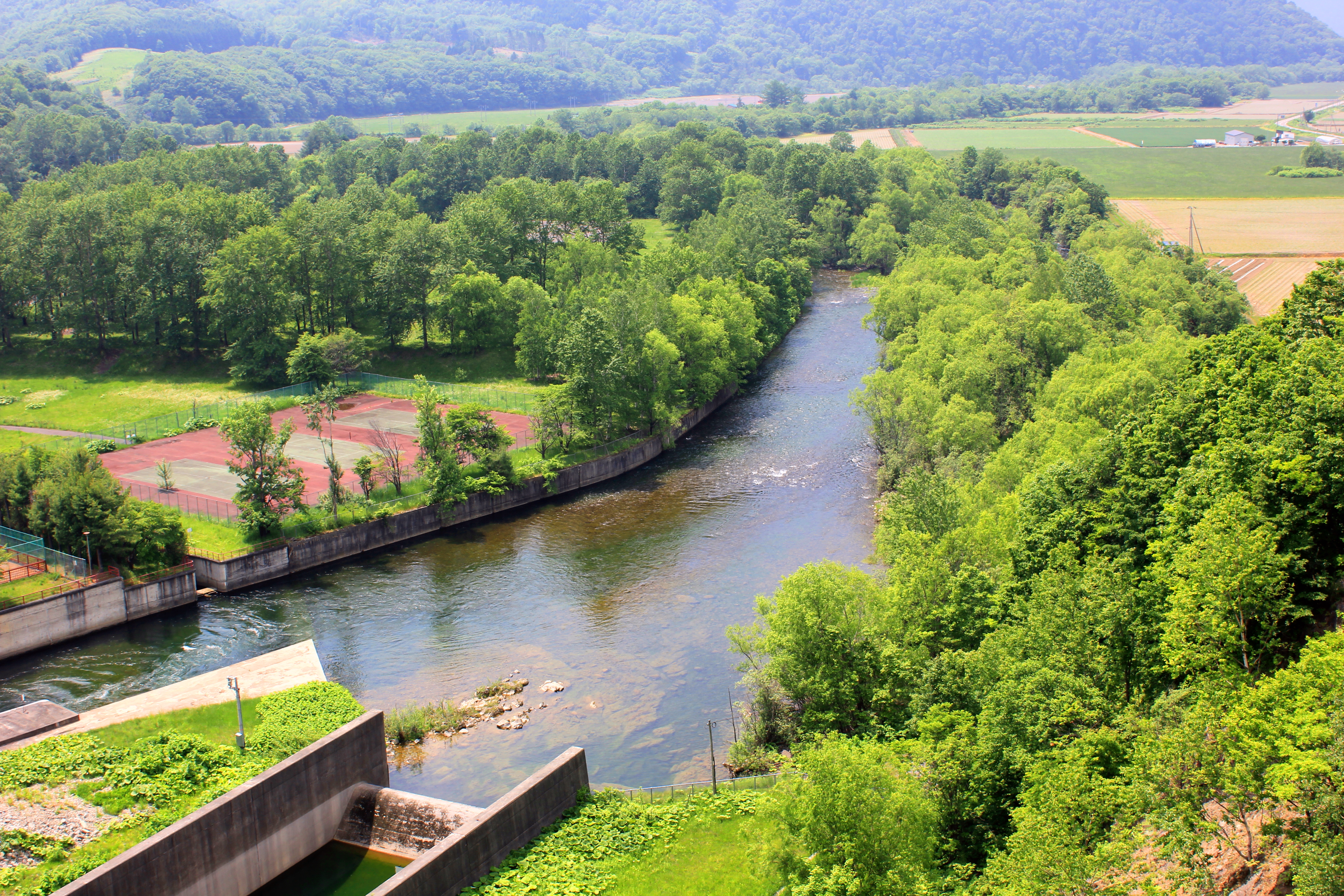
岩尾内ダム直下流の天塩川
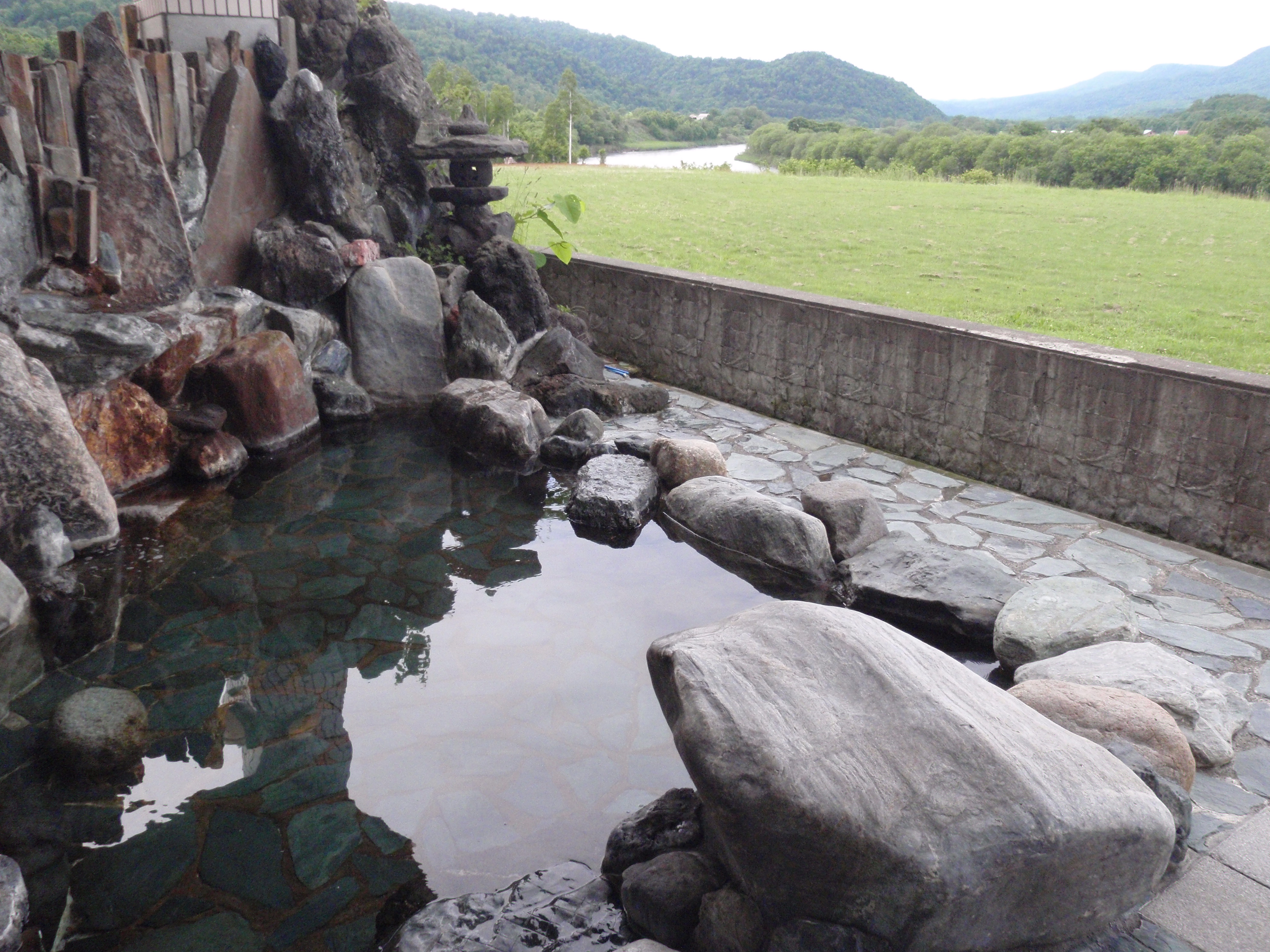
天塩川を望む天塩川温泉
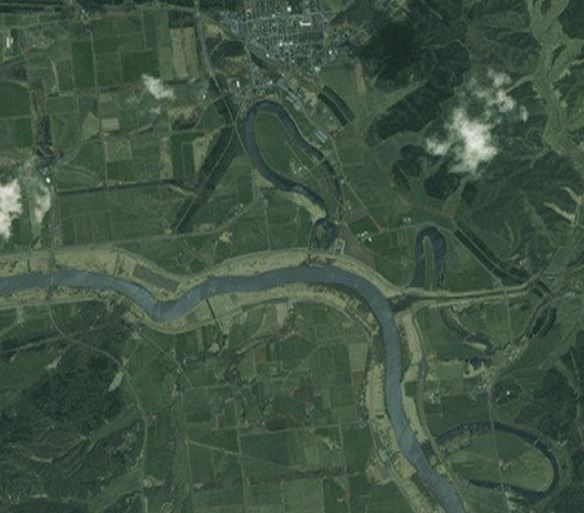
幌延町付近の三日月湖
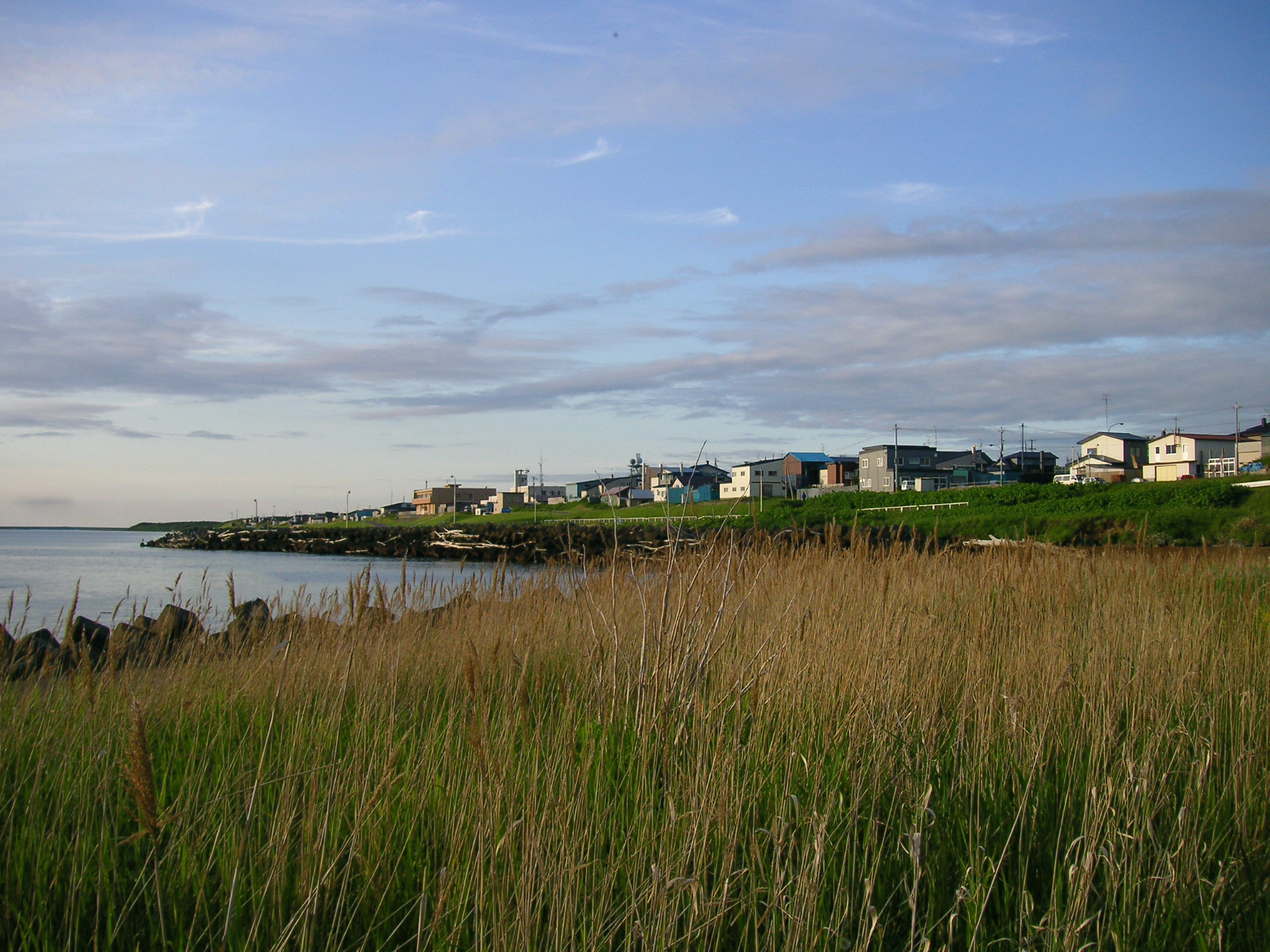
河口の町、天塩町市街